# Avion (attraction)
Pour les articles homonymes, voir Avion (homonymie).

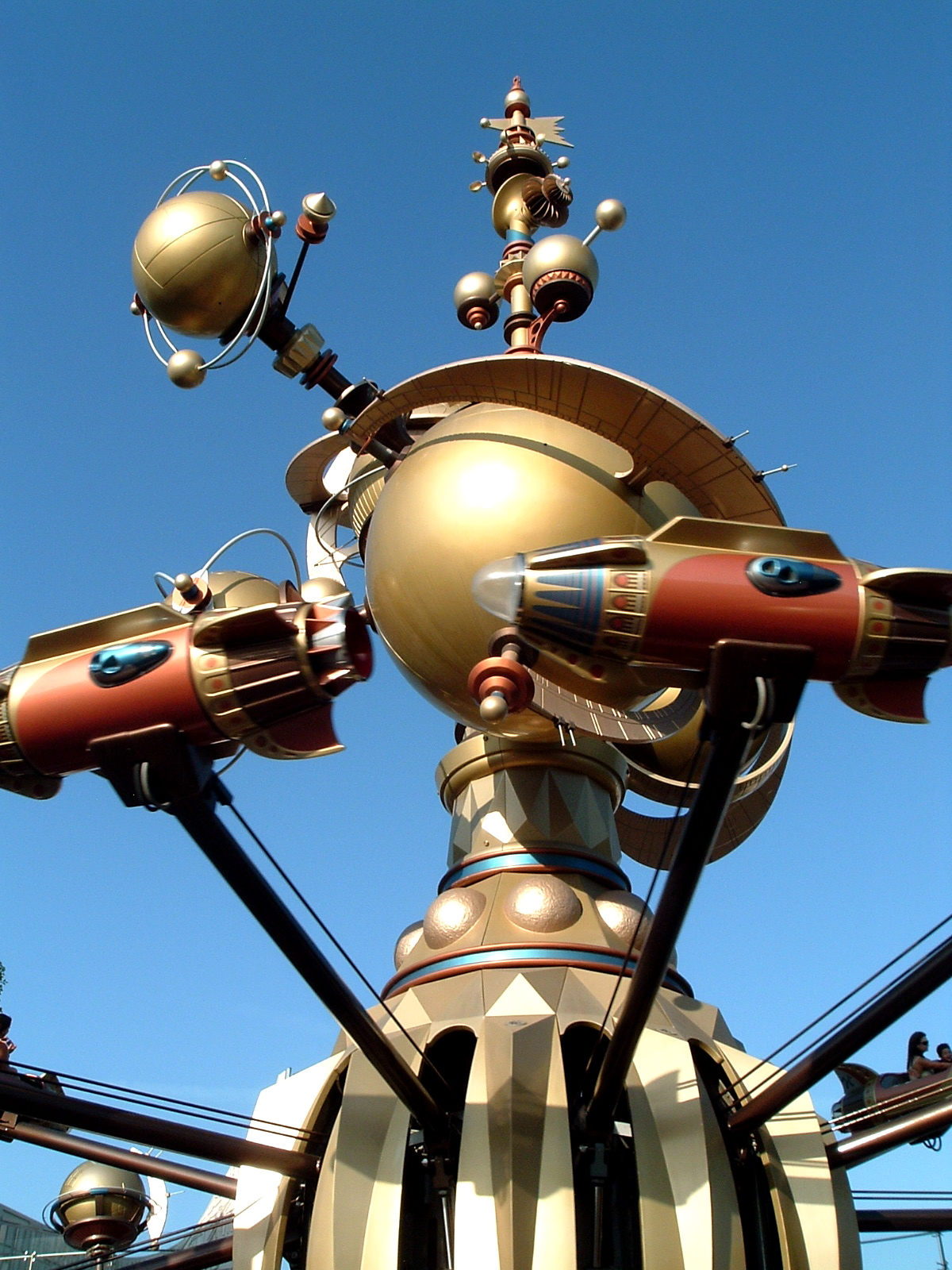
L'avion Astro Orbiter à Disneyland.

Un manège avion est un type de manège très populaire dans les parcs d'attractions et fêtes foraines, auprès des enfants. Ces manèges sont de type « avion » car les véhicules proposés par ces attractions ont souvent l'aspect d'avions.

## Principe de fonctionnement
Cette attraction a pour principe de base, comme tout manège, de faire tourner des véhicules autour d'un axe central. À cela s'ajoute un deuxième mouvement qui fait des va-et-vient de bas en haut et de haut en bas mais pas de façon permanente.

## Attractions de ce type
- Baron Rouge à Europa-Park
- Dumbo the Flying Elephant dans les parcs Disneyland, Magic Kingdom, Tokyo Disneyland, Parc Disneyland et Hong Kong Disneyland
- Nautilus et The Little dragon aux Jardins de Tivoli
- Orbitron dans les parcs Disneyland, Magic Kingdom, Parc Disneyland et Hong Kong Disneyland
- Rocket Jets à Tokyo Disneyland

- Skyraider foires françaises telles que Mulhouse, Mulhouse-Dornach, Wittenheim, Neuf-Brisach, Guebwiller, Thann, etc.  France.

- Tapis Volants d'Aladdin dans les parcs Magic Kingdom, Tokyo DisneySea et Parc Walt Disney Studios
- The flying snoopy à Universal Studios Japan
- TriceraTop Spin à Disney's Animal Kingdom